# لويز غونزاغا
لويز غونزاغا (بالبرتغالية: Luiz Gonzaga‏) هو موسيقي ومغني وشاعر برازيلي، ولد في 13 ديسمبر 1912 في Exu, Pernambuco ‏ في البرازيل، وتوفي في 2 أغسطس 1989 في ريسيفي في البرازيل بسبب مرض قلبي وعائي.

## وصلات خارجية
- لويز غونزاغا على موقع IMDb (الإنجليزية)
- لويز غونزاغا على موقع ميوزك برينز (الإنجليزية)
- لويز غونزاغا على موقع أول ميوزيك (الإنجليزية)
- لويز غونزاغا على موقع ديسكوغز (الإنجليزية)
- لويز غونزاغا على موقع قاعدة بيانات الفيلم (الإنجليزية)